# Kapelle (Weikerstetten)

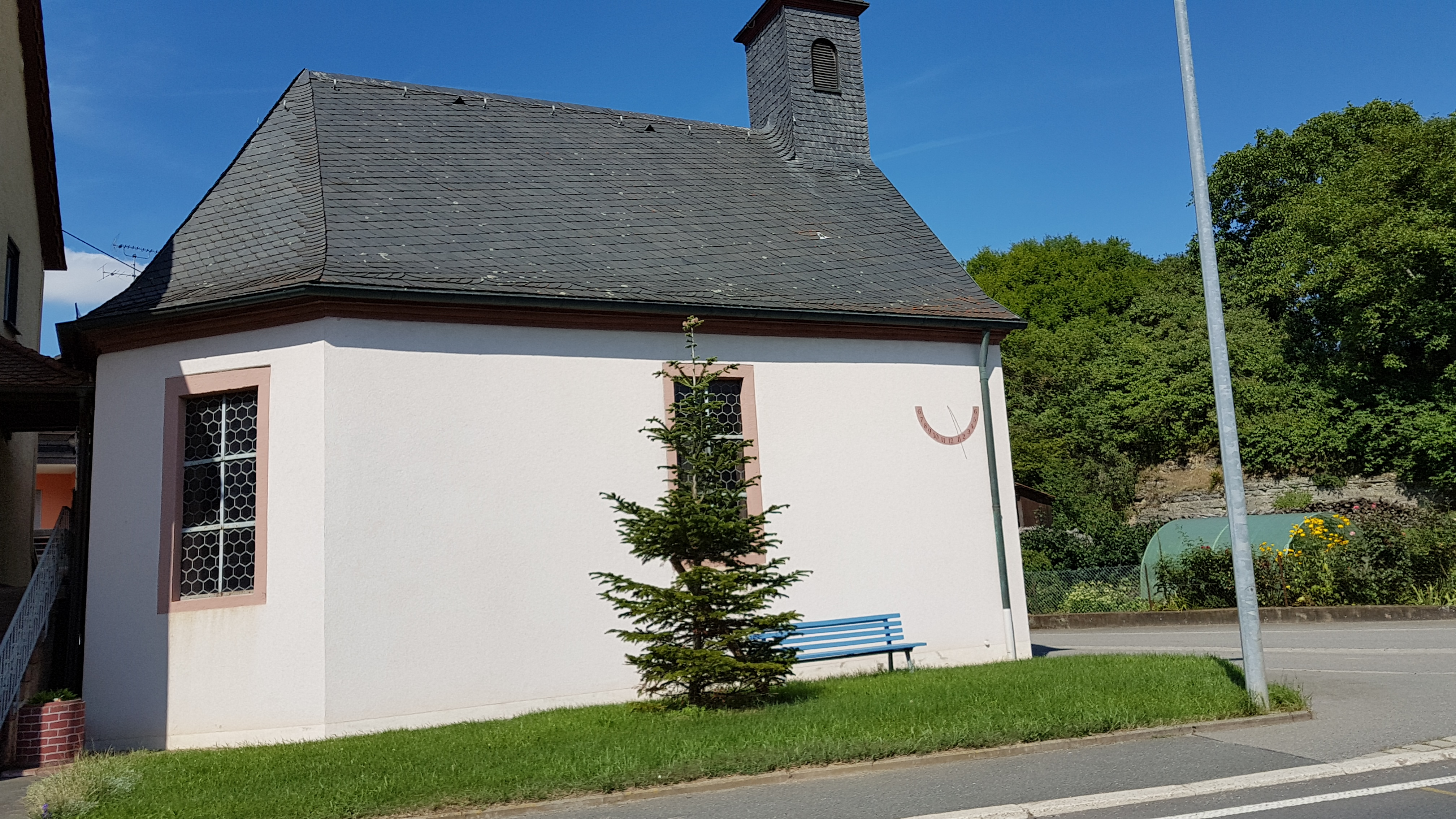
Kapelle in Weikerstetten

Die römisch-katholische Kapelle in Weikerstetten, einer Kleinsiedlung auf der Gemarkung von Königheim im Main-Tauber-Kreis gehört zur dem Dekanat Tauberbischofsheim des Erzbistums Freiburg zugeordneten Seelsorgeeinheit Königheim.
Das Patrozinium der im 18. Jahrhundert errichteten Kapelle wechselte mehrfach: Alte Kapelle St. Elisabeth, 1740 Heilig-Kreuz-Kapelle, 1888 Josephskapelle.
Die Kapelle bei der Adresse Weikerstetten 18 steht unter Denkmalschutz. Es handelt sich um einen barockisierten Bau mit Dachreiter und polygonalem Abschluss. Daneben besteht ein geohrtes Portal mit Kreuzigungsgruppe.